# День родини та пенсіонерів
День родини та пенсіонерів (перс. روز خانواده و تکریم بازنشستگان, Руз-е Ханеваде-во такрим-е базнещастеган) — іранське свято, що відзначається 25 зуль-хіджри за календарем місячної хіджри. У зв'язку з особливостями місячної хіджри цю дату неможливо перевести в григоріанський календар. 2016 року День родини та пенсіонерів пройшов 27 вересня, 2017 року — 16 вересня.

## Історія свята
5 квітня 1967 року Верховна рада культурної революції Ірану офіційно включила День родини та пенсіонерів до списку свят і пам'ятних днів Ірану.
День проведення цього свята пов'язаний з однією зі сур священної книги мусульман Корану. Сура «Аль-Інсан» була отримана пророком Мухаммедом 25 дня місяця зуль-хіджи. Вона була дарована йому Аллахом після трьох днів суворого посту. Дана сура розповідає про важливість сім'ї в житті кожної людини.

## Сім'я і іслам
Традиційно в ісламській культурі сім'ї відводилася величезна роль. З точки зору мусульманської культури сім'я розглядається не просто як стандартний осередок суспільства, але і як нерозривно пов'язана з суспільством одиниця. Мусульмани інтегрують правила, традиції і закони сім'ї в суспільство, а правила, традиції і закони суспільства можуть перекладатися на сім'ю. Часом навіть важко відрізнити, де починається умма (традиційна мусульманська громада) і закінчується сім'я.
Традиційно в ісламському суспільстві шануються літні люди, що володіють великим досвідом і мудрістю.
Варто відзначити традиційну будову мусульманського суспільства, де досі сильні кланові і станові традиції. Часом приналежність до клану визначає значно більше в житті людини, ніж її особисті і професійні якості.
Таким чином, можна зрозуміти причини, за якими тема сім'ї згадується навіть у священній книзі мусульман, не кажучи вже про незліченні твори мусульманської культури. Головною темою багатьох сучасних іранських фільмів, книг, пісень, вистав стають саме відносини в родині.
Уряд Ірану створив багато пільг і відрахувань для сімей та пенсіонерів: починаючи з пільгових супермаркетів і знижок на товари народного споживання і закінчуючи солідними пенсіями, компенсаціями в разі смерті родича і пільгами на комунальні послуги.